# .pn
.pn este un domeniu de internet de nivel superior, pentru insulele Pitcairn (ccTLD).